# Els Colls i Casa del Mar
Els Colls i Casa del Mar és una muntanya de 55 metres que es troba al municipi de Sant Pere de Ribes, a la comarca del Garraf.